# Phoxinellus alepidotus
Phoxinellus alepidotus – gatunek słodkowodnej ryby z rodziny karpiowatych (Cyprinidae). Gatunek typowy rodzaju Phoxinellus. Jest zagrożony wyginięciem. Nie ma znaczenia gospodarczego.

## Występowanie
Spotykany na kilku zaledwie stanowiskach Półwyspu Bałkańskiego jedynie w Bośni i Hercegowinie.

## Opis
Osiąga do 14,5 cm długości standardowej.